# Afkicken
Afkicken is het afkomen van een verslaving.
Dit houdt in dat de verslaafde stopt met het gebruiken van een verslavende stof of stopt met een verslavende gewoonte. Afkicken kost vaak veel moeite: het kan zowel met lichamelijke problemen als geestelijke problemen gepaard gaan doordat lichaam en geest afhankelijk zijn geworden van de verslaving. Stoppen kan geleidelijk of in een stap: cold turkey.
De verslavingszorg kan verslaafden helpen bij het afkicken. De behandeling kan plaatsvinden in een ontwenningskliniek.
Andere manieren die ook bijdragen aan het stoppen met de verslavende levensstijl zijn: motivatie, zelfhulpgroepen met ervaringsdeskundigen, mindfulness, lichamelijke conditie verbeteren, gedragstherapie, medicijnen.

## Ontwenningsverschijnselen
Als de verslaafde stopt met het gebruik van het verslavende middel ontstaan er ontwenningsverschijnselen. Deze ontwenningsverschijnselen kunnen zowel lichamelijk als geestelijk zijn, en kunnen naast persoonlijk ongemak ook hinderlijk zijn in het dagelijks, sociale verkeer.
Lichamelijke ontwenningsverschijnselen kunnen zijn:
- rillen en trillen;
- zweten;
- verstoorde stofwisseling;
- darmkrampen en diarree;
- slapeloosheid;
- hartkloppingen;
- spierpijn;
- hoofdpijn;
- vermoeidheid.

Geestelijke ontwenningsverschijnselen uiten zich in een dwangmatig verlangen naar het verslavende middel. Ook na de lichamelijke detoxificatie kan dit verlangen aanhouden.
Sociale ontwenningsverschijnselen: de afgekickte verslaafde zal veelal een nieuwe vriendenkring moeten opbouwen, zonder gebruikers. Omgang met gebruikers houdt het risico van een terugval in.

## Stoffen als verslavingsdoorbreker
Er zijn omstreden verslavingdoorbrekers bekend zoals ibogaïne afkomstig van de Afrikaanse plant tabernanthe iboga. Gebruik als anti-verslavingsmiddel bij mensen wordt echter afgeraden omdat er geen goed onderzoek is gedaan naar de werking en omdat de stof ernstige bijwerkingen heeft.